# George R. Lawrence

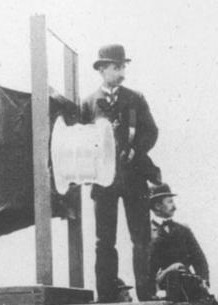
George Raymond Lawrence dohlíží na expozici svého Mamuta – největšího deskového fotoaparátu na světě

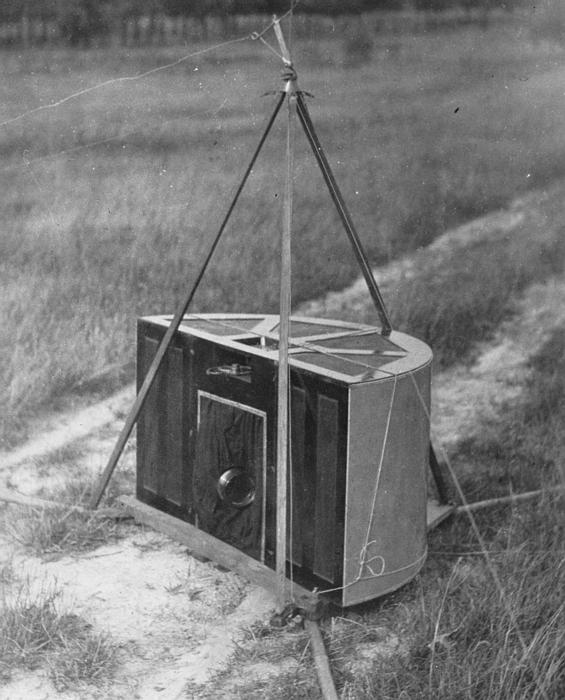
Plošina zavěšená pod drakem s panoramatickým fotoaparátem, San Francisco 1906

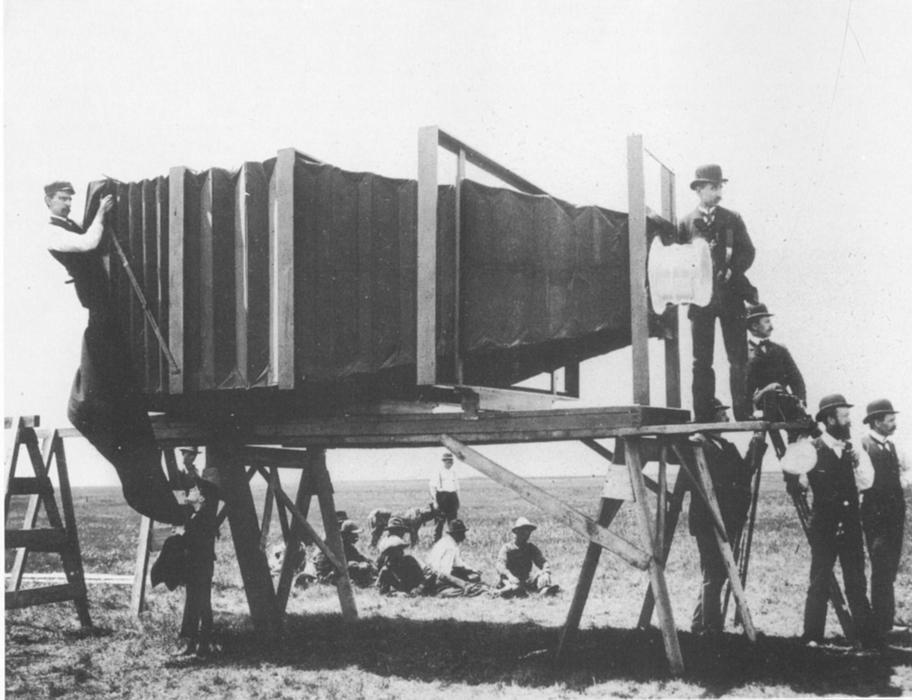
Obří fotoaparát Mamut, který postavil Lawrence v roce 1900 pro Altonské železnice. Kontaktní fotografie z něj měly rozměr 2,4 x 1,4 metru. (Lawrence dohlíží na správnou expozici u objektivu)

George Raymond Lawrence (24. února 1868 – 15. prosince 1938) byl profesionální americký fotograf v severní Illinois. Po mnoha letech zkušeností s výrobou draků a balónů pro letecké panoramatické fotografie Lawrence přešel v roce 1910 na letecký design. Je autorem největšího fotoaparátu na světě.

## Život a dílo
Lawrencova rodina pochází z rodu Johna Philipa Lorenze, který emigroval z Německa v roce 1748. George se narodil 24. února 1868 ve městě Ottawa v Illinois. Byl nejstarším ze šesti dětí Margarety Othelie Tritleyové a Michaela B. Lawrence. Michael byl farmář a tesař v LaSalle. Během několika málo let se rodina přestěhovala šedesát mil na východ až k farmě v Kankakee County. George chodil do školy v nedalekém Mantenu. Navštěvoval také římskokatolický kostel Svatého Josefa v Mantenu.
První letecké fotografie z draka před Lawrencem pořídil Arthur Batut v Labruguière ve Francii v roce 1888.
Lawrence začal pro fotografování z výšky nejprve využívat vysoké stativy (až 4,5 metru), žebříky a vysoké věže. V roce 1901 pořídil svůj první letecký snímek z koše horkovzdušného balónu. Při jednom letu ve výšce 60 metrů nad Chicagem se balónový koš utrhl a Lawrence i s fotoaparátem padal na zem. Jeho pád naštěstí ztlumily telegrafní dráty a Lawrence přistál bez velké úhony. Lawrence používal balóny jen do té doby, dokud nevynalezl metodu fotoaparátů zavěšených na bezpilotních dracích. Vyvinul způsob létání draků Conyne ve vlecích tak, aby fotoaparát držel ve stabilní poloze i za zhoršených větrných podmínek. Tento systém byl pojmenován Captive Airship. Lawrence použil vlečnou soupravu devíti velkých draků, aby minimalizoval pohyb štěrbinové panoramatické kamery, která vážila 49 liber (asi 25 kg) a dosáhla výšky 2000 stop (600 metrů). Používaly se v něm celuloidové desky které byly vyvolány kontaktním otiskem z negativu o rozměrech 17 x 48 palců (43 x 122 cm). Avšak některé jeho přístroje vážily více než 500 kilogramů. Lawrence navrhl kameru tak, že deska filmu byla na zadní straně zakřivena a objektiv byl posazen nízko na přední straně tak, aby byl vytvořen panoramatický pohled. Fotoaparát byl vynesen do výšky 600 metrů a k ovládání spouště se používal elektrický kabel.

## Obří fotoaparát Mamut
Lawrence v roce 1900 postavil obří deskový fotoaparát Mamut, který vážil 625 kilogramů a exponoval fotografické desky o velikosti 2,4 x 1,3 metru, které vyráběla firma Cramer Isochromatic. S deskou, která vážila 225 kilogramů muselo manipulovat 15 mužů. Fotoaparát se tak stal největší svého typu na světě.

## Konkrétní příklady fotografování

### Vlak Alton Limited
V roce 1900 chtěly Altonské železnice prezentovat fotografie svého luxusního vlaku Alton Limited na výstavě Exposition Universelle (1900) v Paříži. Celý vlak měl být nasnímán na jedné obří fotografii. Lawrence, najatý pro tento úkol, vymyslel a postavil pro tento účel jedinečný deskový fotoaparát Mamut. Byly zhotoveny celkem tři fotografie, které na Expo získaly cenu Grand Prix.

### Fotografie San Francisca
Slavné fotografie San Francisca po zemětřesení v roce 1906 pořídil George Lawrence velkoformátovým panoramatickým fotoaparátem a stabilizační plošiny, kterou sám navrhl. Jednalo se o 160stupňovou panoramatickou fotografii pořízenou z výšky 600 metrů, která byla vyvolána kontaktním otiskem z negativu o rozměrech 17 x 48 palců (43,18 x 122 cm). Fotoaparát vážil 22 kilogramů a používaly se v něm celuloidové desky. Lawrence prodával tyto snímky za 125 dolarů a celkem za prodané fotografie získal 15 000 dolarů.
V roce 1908 nasnímal ze stejných pohledů zrekonstruované San Francisco dva roky po události.
O sto let později se tým fotografů okolo Rona Kleina z International Association of Panoramic Photographers úspěšně zrekonstruoval Lawrencův snímek. Zhotovili přesnou repliku Lawrencovy panoramatické kamery, ale nefotografovali z draka, ale z vrtulníku.

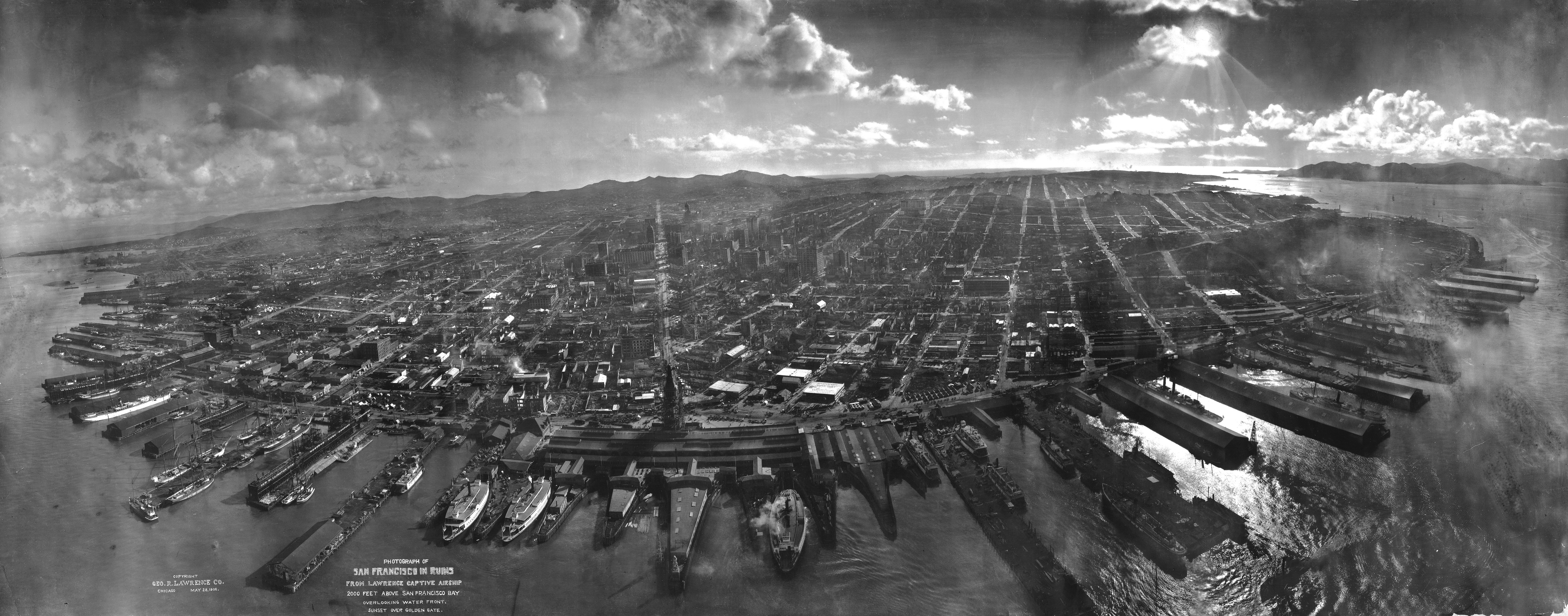
George R. Lawrence: Ruiny San Francisca exponované přibližně šest měsíců po zemětřesení v roce 1906

## Další osud

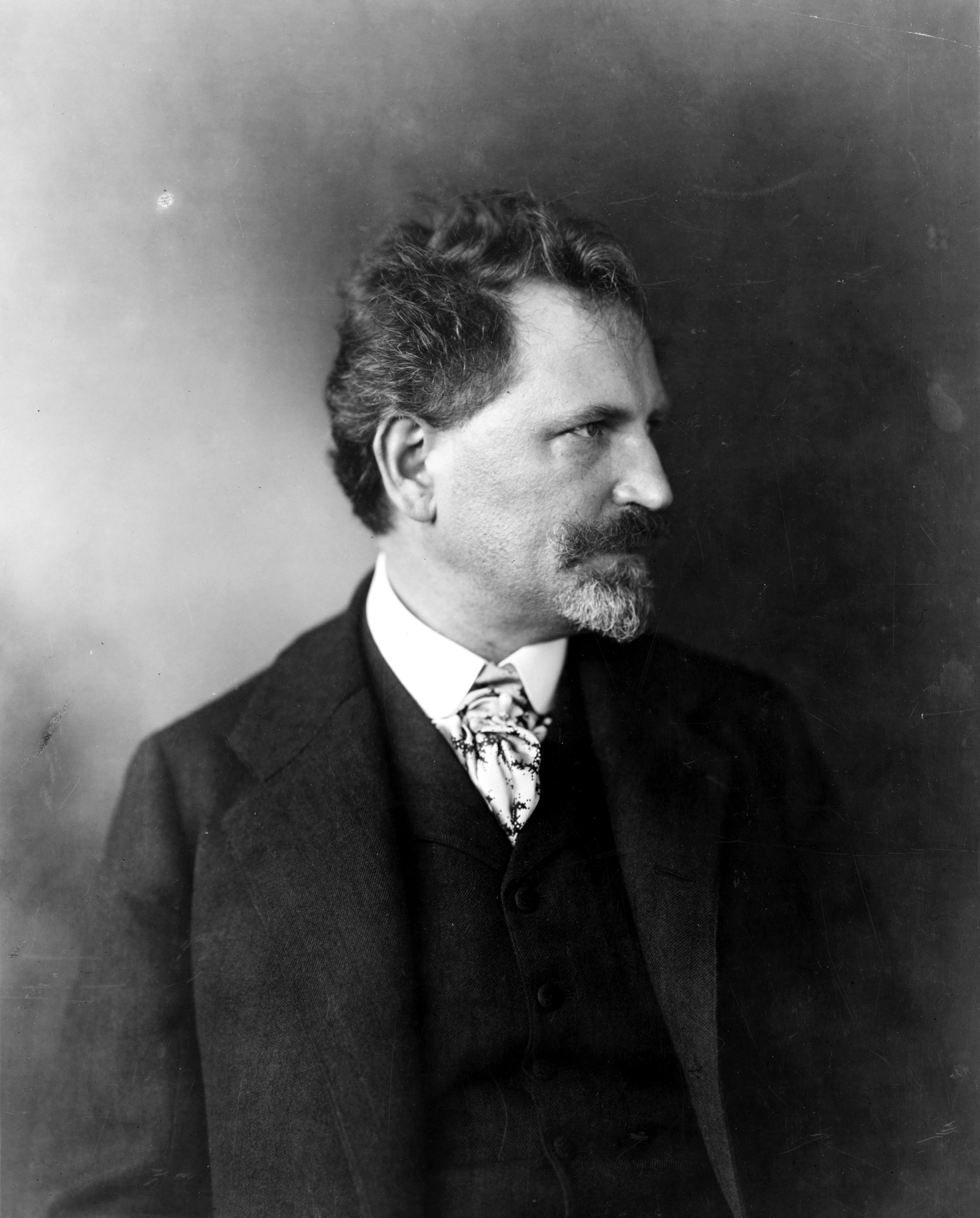
George Raymond Lawrence: Alfons Mucha v jeho ateliéru v Chicagu, 1906

V roce 1909 podnikl nákladnou výpravu do Afriky, kde pořizoval letecké snímky divokých zvířat na Britském východě. Po svém návratu z mise a domácích neshodách se svou ženou odešel i se svými syny do Kalifornie. Přešel od fotografie ze vzduchu do leteckého průmyslu, ke stavbě letadel do továrny v Chicagu. Je otcem téměř stovky patentů pro letecká zařízení.
Po rozvodu v roce 1913 se znovu oženil o tři roky později. Lawrencova letecká firma byla založena v roce 1919.
Zemřel v roce 1938 ve svých sedmdesáti letech a je pohřben na hřbitově Svatého Josefa v Mantenu v Illinois.

## Časová osa
- 1900 fotografoval luxusní vlak Alton Limited Altonských železnic.
- 1906 dokumentoval trosky zemětřesení v San Franciscu, Kalifornie.
- 1908 snímal ze stejných pohledů zrekonstruované San Francisco dva roky po zemětřesení.

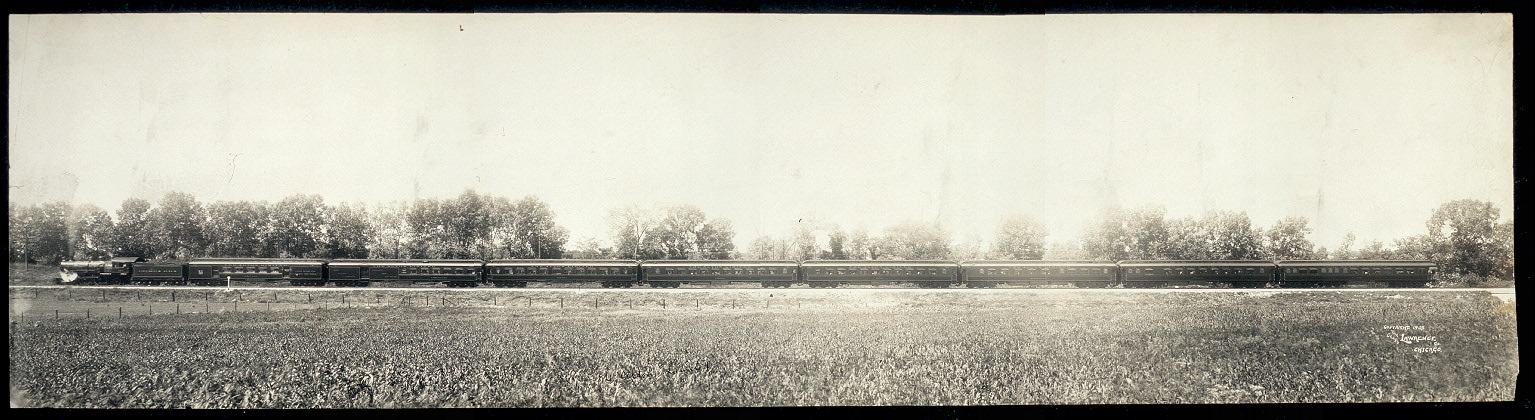
Luxusní vlak Alton Limited